# HD 60318
HD 60318，又名BD+31 1620，SAO 60204、HR 2896，是一颗恒星，视星等为5.33，位于銀經188.43，銀緯22.29，其B1900.0坐标为赤經7h 28m 47.5s，赤緯+31° 22.29′ 42″。